# Hermann Schroeder
Hermann Schroeder (* 26. März 1904 in Bernkastel; † 7. Oktober 1984 in Bad Orb) war ein deutscher Komponist und katholischer Kirchenmusiker.

## Leben und Wirken
Schroeder wuchs in einem katholischen, der Musik aufgeschlossenen Elternhaus auf und erhielt mit sechs Jahren Klavier- und mit elf Jahren Orgelunterricht. 1919 bis 1923 besuchte er in Trier das humanistische Friedrich-Wilhelm-Gymnasium und war Mitglied des Trierer Domchores. Nach dem Abitur studierte er von 1923 bis 1926 zunächst Theologie am Priesterseminar der Jesuiten Canisianum in Innsbruck und belegte nebenher Vorlesungen in Philosophie und Musikwissenschaft. Von 1926 bis 1930 studierte er an der Kölner Musikhochschule Kirchen- und Schulmusik. Seine Lehrer waren Heinrich Lemacher und Walter Braunfels (Komposition), Hermann Abendroth (Dirigat), Julia Menz (Klavier und Cembalo), Domorganist Hans Bachem (Orgel), Dominicus Johner (gregorianischer Choral) und Edmund Joseph Müller (Musikpädagogik).
1930 bestand Schroeder das Staatsexamen für das künstlerische Lehramt in den Fächern Komposition und Orgel mit Auszeichnung und absolvierte seine Referendar- und Assessorenzeit am Kölner Königin-Luise-Gymnasium von 1930 bis 1938. Gleichzeitig wirkte er als Dozent an der Rheinischen Musikschule und an der Musikhochschule in Köln, gründete ein eigenes Kammerorchester und leitete den Kirchenchor St. Joseph in Duisburg von 1932 bis 1936, mit dem er die ersten Chorkompositionen in der Praxis ausprobieren konnte, u. a. auch Te Deum op. 16 für gemischten Chor und Bläser, 1932.
Schon bald nach dem Studium machte sich Schroeder einen Namen als Komponist, Organist und als Verfasser grundlegender Artikel zur Reform der Kirchenmusik. 1930 wurde in Frankfurt die Internationale Gesellschaft für Erneuerung der katholischen Kirchenmusik (IGK) gegründet, und erstmals erregten hier Werke Schroeders die Aufmerksamkeit einer breiteren Öffentlichkeit, neben Werken damals noch unbekannter Komponisten wie Joseph Ahrens, Johann Nepomuk David, Flor Peeters oder Ernst Pepping. Zusammen mit Heinrich Lemacher reiste Schroeder zu Beginn der 1930er Jahre durch das Rheinland und sprach auf Veranstaltungen des Allgemeinen Cäcilien-Verbandes (ACV) zu Fragen einer neuen, zeitgemäßen Kirchenmusik. 1938/39 war er Domorganist in Trier, 1939 bis zur Einberufung zum Kriegsdienst im Juli 1941 Studienrat am Augusta-Viktoria-Gymnasium und Direktor der Trierer Städtischen Musikschule.
In der Zeit des Nationalsozialismus blieb Schroeder seinem neoklassizistischen Stil treu und schrieb vor allem Kammermusik, sinfonische Werke und Instrumentalkonzerte, darunter ein Orgelkonzert, sowie zwei „vaterländische“ Lieder für gemischten Chor. 1937 trat er der NSDAP bei (Mitgliedsnummer 5.612.879) und wurde 1939 Leiter der Trierer Musikschule, in der er auch eine Kirchenmusik-Abteilung einrichtete. Während des Zweiten Weltkriegs leitete Schroeder nach 1942 das Orchester des deutschen Soldatensenders Belgrad. Im Rahmen der Sinfoniekonzerte führte er dort u. a. Mozarts Requiem, Bruckners Te Deum, Haydns Die Jahreszeiten, Beethovens Missa solemnis und Bachs Brandenburgisches Konzert Nr. 3 auf.
Nach dem Krieg wirkte Schroeder zunächst als Organist und Chorleiter an St. Paulin in Trier (Pauliner Orgelmesse, 1946). 1946 wurde er Lehrer, 1948 Professor an der Musikhochschule in Köln und unterrichtete dort Tonsatz, Dirigieren, Formenlehre und Musikgeschichte. Auch der Komponist Karlheinz Stockhausen, der laut Schroeder „ein glänzendes Examen“ machte und von ihm zum Kompositionsstudium ermuntert wurde, hatte in Köln während seines Schulmusikstudiums 1951/1952 bei ihm Tonsatzunterricht. Schroeder lehrte gleichzeitig auch als Lektor am Musikwissenschaftlichen Institut der Universität Bonn von 1946 bis 1972 und veröffentlichte zusammen mit Heinrich Lemacher musiktheoretische Lehrbücher, die weite Verbreitung fanden: Lehrbuch des Kontrapunktes (Mainz 1950), Harmonielehre (Düsseldorf 1954) und Formenlehre der Musik (Köln 1962). Mit der musikalischen Praxis blieb er verbunden als Dirigent des Bach-Vereins Köln (1946 bis 1961), des Madrigalchores der Staatlichen Hochschule für Musik Köln (1946 bis 1974) und des Rheinischen Kammerchores (1962 bis 1968). 1958 bis 1961 war er Stellvertretender Direktor der Kölner Musikhochschule. In Köln, wo er bis 1981 rund 50 Jahre lang an der Musikhochschule lehrte, lebte er bis zu seinem Tode. 1981 bis 1983 hatte er einen Lehrauftrag für Musiktheorie an der Kirchenmusikschule in Regensburg inne. 1984 wurde er Mitglied des Ehrenrats des Deutschen Musikrats.
Schroeders Kompositionsstil weist Parallelen zu Zeitgenossen wie Paul Hindemith, Harald Genzmer oder Ernst Pepping auf und ist geprägt vom Prinzip der sogenannten freien oder erweiterten Tonalität, von kontrapunktischer Grundhaltung, motorisch bewegter Rhythmik und neoklassizistischer Formgebung. Seine kirchenmusikalischen Kompositionen, die nach eigener Auffassung eine dienende liturgische Funktion im Gottesdienst erfüllen sollen, sind im Ausdruck herb und emotional zurückhaltend, im Schwierigkeitsgrad zum Teil bewusst einfach gehalten und auf die Bedürfnisse der kirchenmusikalischen Praxis zugeschnitten. Neben 40 Messen schrieb er zahlreiche Motetten und Choralbearbeitungen, das Magnificat op. 31 für gemischten Chor und Bläser (1951) sowie nach dem Zweiten Vatikanischen Konzil vier deutschsprachige Passionen (1963 bis 1971), bewusst einfach gehaltene und für den Einsatz in der Liturgie bestimmte Vertonungen der Leidensgeschichte Jesu für Solosänger und Chor a cappella. Nachkonziliar geprägt sind außerdem Schroeders deutsche Messen cum populo activo, in denen neben dem Chor auch die Gemeinde einbezogen wird (vgl. Deutsches Ordinarium, 1965, und Lied-Messe, 1969). Sein 100 Kompositionen umfassendes Orgelwerk enthält zahlreiche kleine Orgelstücke, so z. B. Kleine Präludien und Intermezzi, 1931, und Choralbearbeitungen für den Gottesdienst, außerdem große virtuose Werke, unter denen besonders die Kompositionen über gregorianische Themen (Die Marianischen Antiphonen, 1953, Partita Veni creator spiritus), die Toccata op. 5a von 1930 wie auch drei Orgelsonaten hervorzuheben sind.
Neben kirchenmusikalischen Werken schrieb Schroeder auch weltliche Chormusik, darunter Sechs Mörike-Chöre, 1962, den Rilke-Zyklus, 1969, und Volksliedbearbeitungen. Sein umfangreiches kammermusikalisches Œuvre enthält vor allem klassische Gattungen wie Klavier- und Streichtrio, Streichquartett, Bläserquintett und einen Solosonaten-Zyklus für alle wichtigen Streich- und Blasinstrumente. Außerdem schrieb er Orchesterwerke, Solokonzerte und die Oper Hero und Leander, 1950.

## Ehrungen
- 1941: Kunstpreis des Dresdener Tonkünstler-Verbandes
- 1952: Robert-Schumann-Preis der Stadt Düsseldorf
- 1955: 1. Preis des Orgel-Kompositionswettbewerbs in Haarlem/Holland für die Orgelfantasie O heiligste Dreifaltigkeit
- 1956: Kunstpreis Rheinland-Pfalz
- 1961: Gregoriusorden durch Papst Johannes XXIII.
- 1970: Orlando-di-Lasso-Medaille des Allgemeinen Cäcilien-Verbands für Deutschland
- 1974: Ehrendoktorwürde der Universität Bonn
- 1975: Bundesverdienstkreuz 1. Klasse
- 1982: Mérite Européen durch den Europatag in Luxemburg[5]

## Werke (Auswahl)

### Orchesterwerke
- Konzert für Streichorchester op. 25 (1936/37)
- Sinfonie d-Moll op. 27 (1940/41)
- Festliche Musik für Streichorchester und Klavier (1955)
- Cellokonzert op. 24 (1937)
- Orgelkonzert op. 25 (1938)
- Oboenkonzert op. 34 (1955)
- Klavierkonzert op. 35 (1955/56)
- Violinkonzert (1956, G)
- Flötenkonzert op. 37 (1958)
- Veni creator Spiritus, Hymnus für großes Orchester op. 39 (1961/62)
- Konzert für 2 Violinen und Orchester op. 41 (1965)
- Concertino für Klavier und Bläser op. 42 (1966, B)
- Violakonzert op. 45 (1970)
- Klarinettenkonzert op. 47 (1973)
- Trompetenkonzert op. 53 (1973)
- Concertino für Klarinette und Streichorchester op. 54 (1978)

### Vokalwerke
1. Messen a cappella:
- Missa dorica op. 15 (1932)
- Missa brevis op. 17 (1935)
- Requiem (1946)
- Missa psalmodica (1953)
- Missa syllabica (1962/84, Co)
- Deutsches Chorordinarium (1970)
- Deutsches Chorordinarium II (1974)

2. Messen mit Instrumenten:
- Pauliner Orgelmesse für gem. Chor und Orgel oder Bläser (1945)
- Missa Regina coeli für gem. Chor und Orgel (1950)
- Missa Coloniensis für gem. Chor und Orgel (1954)
- Missa Gregoriana für gem. Chor, Schola, Gemeinde und Orgel (1957)
- Missa figuralis für gem. Chor, Streicher und Orgel (1960)
- Mass to honor Saint Cecilia für gem. Chor, Schola und Orgel (1966), deutsch als Cäcilien-Messe, 1969
- Missa cum tubis für gem. Chor, 3 Trp. und 3 Pos. (1972)
- Trierer Dom-Messe für gem. Chor, Kantor oder Schola, Gemeinde, Orgel, 3 Trp., 3 Pos. und Tuba (1973)

3. Motetten und geistliche Chorwerke:
- Vier deutsche Marienmotetten op. 3 (1928)
- In stiller Nacht op. 7a (1930)
- Schönster Herr Jesu (1931), Georg Trexler gewidmet
- Te Deum op. 16 für gem. Chor und Bläser oder Orgel (1932)
- Beim letzten Abendmahle für gem. Chor (1933)
- O Traurigkeit, o Herzeleid für gem. Chor (1935)
- Magnificat op. 31 für gem. Chor und Bläser oder Orgel (1951)
- Singen wir mit Fröhlichkeit, 10 weihnachtliche Chorsätze für gem. Chor, 2 Fl., 2 Vl. und Vc (1947–1952)
- Die Responsorien der Karwoche (1954)
- Ave Maria (1961)
- Laudate pueri dominum (Psalm 112), Motette für Doppelchor (1969)
- Johannes-Passion für gem. Chor und Solosänger (1963)
- Matthäus-Passion für dass. (1964)
- Lukas-Passion für dass. (1970)
- Markus-Passion für dass. (1971)
- 2 Hohelied-Motetten (1969)
- Herr, der Frieden gibt (1973)
- Gib Frieden, o Herr (1974)
- Jauchzet dem Herrn alle Welt (Psalm 100) für 6st. gem. Chor (1976)
- De profundis (Psalm 129) für 4st. gem. Chor (1983)

4. Weltliche Chöre und Kantaten:
- Carmen mysticum op. 30, Kantate nach Goethes Faust für gem. Chor, Sopran, Bariton, Sprecher und Orchester oder Klavier (1949)
- Leben und Bestehen, Kantate nach Texten von Eichendorff und Claudius für gem. Chor und Orchester (1961)
- Römische Brunnen, Zyklus für gem. Chor a cappella (1950)
- Sechs Mörike-Chöre (1962)
- 12 deutsche Volkslieder für gem. Chor (1954–1958)
- Rilke-Zyklus (1969)
- Mörike-Trivium für 3st. Frauenchor (1983)

5. Männerchor:
- Motette Ihr Felsen hart und Marmorstein op. 13 (1931)
- Sankt Paulus war ein Medikus (1953)
- Zukunft (Text: M. L. Kaschnitz) (1953)
- Fünf Weihnachtslieder (1968)
- 11 Volksliedsätze (1973)
- Kleines Trinkgelage für Männerchor und Klavier (1972)
- Drei Balladen (1977)
- 3 Chöre nach W. Busch (1979)
- 2 Eichendorff-Balladen (1981)

6. Sologesang:
- „Rosen und Schlehen im Advent“ (Johannes Kirschweng) für Gesang und Klavier (1932)
- „Weihnachten“ (Eduard Mörike) für Gesang und Klavier (1933)
- Sechs Weihnachtslieder für 2 Singstimmen und Klavier oder Orgel (1945)
- Drei Weihnachtslieder nach Texten von Gisela Faßbinder für Singstimme und Klavier (1948)
- Fünf Weihnachtslieder für 2 Singstimmen und Klavier oder Orgel (1981)

7. Oper:
- Hero und Leander, Oper in sechs Bildern nach Des Meeres und der Liebe Wellen von Franz Grillparzer (1944–1950)

### Kammermusik
- 11 Solosonaten für Violine (1960), Querflöte (1971), Oboe (1970), Klarinette (1970), Fagott (1570), Trompete (1970), Horn (1971), Posaune (1972), Violoncello (1974), Viola (1974) und Kontrabass (1975)
- Vier Impromptus für Querflöte solo (1975)
- Die vier Jahreszeiten, Kleine Suite für Violine und Klavier (1941)
- Duo für Violine und Klavier op. 28 (1942)
- Sonate für Oboe und Klavier (1962)
- Sonate für Violine und Klavier (1971)
- Sonate für Violoncello und Klavier (1974)
- Sonate für Klarinette und Klavier (1979)
- Duo für Violine und Viola (1979)
- Streichtrio e-Moll für Vl., Va., Vc. op. 14/1 (1933)
- Streichtrio op. 14/2 für 2 Vl. und Va. (1942)
- 3. Streichtrio op. 52 (1976)
- 1. Klaviertrio op. 33 für Vl., Vc. und Klav. (1954)
- 2. Klaviertrio op. 40 für Vl., Horn und Klav. (1964)
- 3. Klaviertrio op. 43 für Klar., Vc. und Klav. (1967)
- 1. Streichquartett c-Moll op. 26 (1939)
- 2. Streichquartett op. 32 (1952)
- 3. Quartett op. 38 für Oboe, Vl., Va. und Vc. (1959)
- 4. Streichquartett op. 44 (1968)
- 5. Streichquartett op. 55 (1978)
- Klarinetten-Quintett op. 48 (1974)
- Bläserquintett op. 50 (1974)
- Sextett für Klavier und Bläser op. 36 (1957)
- Sextett für 2 Klarinetten, 2 Hörner und 2 Fagotte op. 49 (1973)

### Klaviermusik
- Minnelieder, Variationen über altdeutsche Liebeslieder (1938)
- Fünf deutsche Weihnachtslieder für Kl. zu vier Händen op. 18 (1936)
- Sonate a-Moll (1946)
- Susani, Alte Weihnachtslieder für Kl. (1948)
- 2 Sonatinen in e-Moll und h-Moll (1947/48)
- Es steht ein Lind, 50 deutsche Volkslieder in Sätzen fürs Kl. (1952)
- Zweite Klaviersonate (1953)
- Sechs Weihnachtslieder für Kl. vierhändig (1954)
- 3. Sonatine (1960)
- Sonata piccola (1971)
- Dialog, in: Neue deutsche Klaviermusik (BRD), hg. v. Rudolf Lück, Heft 1 (1971)
- Sechs Aphorismen (1973)
- Fünf Charaktere (1974)
- Sonatina da camera für Cembalo (1977)

### Orgelmusik
1. Freie Kompositionen:
- Toccata op. 5a (1930)
- Fantasie op. 5b (1930)
- Kleine Präludien und Intermezzi op. 9 (1931)
- Präambeln und Interludien (1953)
- 1. Sonate (1956)
- Kleine Intraden (1959)
- Pezzi piccoli (1959)
- 2. Sonate (1963/64)
- 3. Sonate (1967)
- Orgel-Mosaiken (1969)
- Motiv-Varianten (1972)
- Septenarium (1973)
- Proprium pro organo (1974)
- Concerto piccolo per organo solo (1977)
- Zyklus aus Inventionen (1978)
- Fünf Skizzen (1978)
- Sonatine (1979)
- Variationen zu einem eigenen Psalmton (1980)
- Beethoven-Variationen, Meditationen Variationen zu einem eigenen zum Dankgesang in der lydischen Tonart aus L. van Beethovens Streichquartett op. 132 (1980/81)
- Mixtura à cinque (1983)
- Suite concertante (1983)
- Musik für Orgel (1983)
- Pezzi speciali (1984)
- Concerto da chiesa (1984)

2. Choral-Bearbeitungen:
- Präludium und Fuge über Christ lag in Todesbanden (1930)
- Sechs Orgelchoräle über altdeutsche geistliche Volkslieder op. 11 (1933)
- Die Marianischen Antiphonen (1953)
- Choralfantasie O heiligste Dreifaltigkeit (1955)
- Partita Veni creator Spiritus (1958)
- Orgel-Ordinarium Cunctipotens genitor Deus (1962)
- Orgel-Choräle im Kirchenjahr (1963)
- Gregorianische Miniaturen (1965)
- Zwölf Orgelchoräle für die Weihnachtszeit (1970)
- Te Deum Trevirense (1973) Proprium pro organo (1974)
- Trilogien zu Chorälen (1977)
- Ordinarium pro organo (1976)
- Choraltoccata Omnium sanctorum (1980)
- Variationen über Stille Nacht, heilige Nacht (1982)
- 10 Introduktionen zu Festtags-Introiten (1983)

3. Orgel mit Instrumenten:
- Präludium, Kanzone und Rondo für Violine und Orgel (1938)
- Fünf Stücke für Violine und Orgel (1953)
- Concertino für Violine, Oboe und Orgel (1966)
- Sonate für Violoncello und Orgel (1966)
- Duplum für Cembalo und Orgel (1967)
- Duo da chiesa für Violine und Orgel (1970)
- Drei Dialoge für Oboe und Orgel, (1972)
- Sonate für Trompete und Orgel (1974)
- Sonate für Oboe und Orgel (1977)
- Sonate für Querflöte und Orgel (1977)
- Cum organo et tubis, Concertino für Orgel, zwei Trompeten und drei Posaunen (1975)
- Wachet auf, ruft uns die Stimme, Versetten für Trompete und Orgel (1980)
- Salve Regina, Cantilena choralis für Violoncello und Orgel (1981)
- Impromptu für Trompete und Orgel (1982)
- Intrada a due für 2 Trompeten und Orgel (1982)